# Капский, Альберт Вячеславович
Альберт Вячеславович Капский (бел. Альберт Вячаслававіч Капскі; род. 18 января 1997, Минск) — белорусский футболист, защитник.

## Карьера

### «Минск»
Воспитанник футбольной школы «Минска». В 2014 году стал выступать за дублирующий состав горожан. Стал одним из ключевых игроков дубля, являясь универсальным защитником, которых мог сыграл как в центре обороны, так и на фланге, а также со временем стал капитаном команды. В июне 2017 года стал привлекаться к играм с основной командой. Дебютировал за клуб в Высшей Лиге 24 июня 2017 года против «Гомеля». Всего сыграл за клуб 3 матча во всех турнирах.

#### Аренда в «Луч» (Минск)
В июле 2017 года отправился в аренду в минский «Луч». Дебютировал за клуб 5 августа 2017 года в матче против гомельского «Локомотива». Сыграл за клуб всего в 9 матчах, чередуя игры в стартовом составе и со скамейки запасных. Также помог клубу стать победителем Первой Лиги. По сроку окончания арендного соглашения покинул клуб.

### «Сморгонь» и «Нафтан»
В январе 2018 года пополнил ряды клуба «Сморгонь». Дебютировал за клуб 7 апреля 2018 года в матче против «Барановичей». Стал основным защитником клуба. В августе 2018 года покинул клуб, расторгнув контракт по соглашению сторон. Вскоре подписал контракт с новополоцким «Нафтаном». Дебютировал за клуб 4 августа 2018 года в матче против «Энергетика-БГУ». Также стал основным игроком клуба. Затем в феврале 2019 года снова вернулся в «Сморгонь». Провёл за клуб 16 матчей во всех турнирах и затем в августе 2019 года снова покинул клуб.

### «Арсенал» (Дзержинск)
В августе 2019 года стал игроком дзержинского «Арсенала», который выступал во Второй Лиге. По итогу сезона стал победителем чемпионата. В 2020 году продолжил выступать за клуб уже в Первой Лиге. Первый матч сыграл 18 апреля 2020 года в против клуба «Ошмяны-БГУФК». Закрепился в основной команде клуба и помог ему сохранить прописку, заняв 4 место в турнирной таблице. По окончании сезона покинул клуб.

### «Волна» (Пинск)
В феврале 2021 года подписал контракт с пинской «Волной». Дебютировал за клуб 18 апреля 2021 года в матче против бобруйской «Белшины». Дебютный гол за клуб забил 25 июля 2021 года в матче против гомельского «Локомотива». Стал ключевым игроком клуба. По окончании сезона покинул клуб. В январе 2022 года также находился на просмотре в рогачёвском «Макслайне», однако остался без клуба.

## Международная карьера
В 2015 году выступать за юношеские сборные Беларуси до 18 и до 19 лет.

## Достижения
«Луч» (Минск)
- Победитель Первой лиги — 2017

 «Арсенал» (Дзержинск)
- Победитель Второй лиги — 2019